# Da'el
Da'el (en arabe داعل) est une ville du sud de la Syrie située sur l'ancienne route allant de Deraa à Damas. Elle se trouve à environ 14 km au nord de Daraa (درعا). Elle dépend administrativement du District de Deraa, dans le gouvernorat de Deraa. Elle se trouve au centre du sous-district de Da'el (Nahié de Da'el).
Au recensement de 2004, Da'el avait une population de 29 408 habitants Ces habitants sont majoritairement sunnites. Ils s'occupent principalement de la culture des céréales (blé, haricots, olives, raisins...) et servent de main-d’œuvre qualifiée dans certains pays du golfe Persique (Émirats arabes unis, Arabie saoudite, Koweït et Qatar).
La ville s'est récemment modernisée avec une nouvelle vague de services comme l'internet haut débit, une zone de couverture pour les téléphones portables, de nouveaux téléphones fixes avec un boom dans le domaine de la construction. Les employés de l'État ne dépassent pas 5 % de la population de la ville, tandis que les autres gèrent leur propre entreprise.

## Histoire
En 1596, Da'el apparaît dans les registres fiscaux ottomans sous le nom de Da'il, faisant partie du nahié de Bani Malik al-Asraf dans le Sandjak dans la région de Hauran. La population était entièrement musulmane composée de 42 ménages et de 20 célibataires. Les impôts étaient perçus sur le blé, l'orge, les récoltes d'été, les chèvres et/ou les ruches et un moulin à eau. On trouve aussi le nom de Da eal en 213 qui signifie en Ancien syrien « Maison de Dieu ». Celui-ci est inscrit sur un mur de la Maison de Dieu.  